# MBSR
MBSR(Mindfulness-based stress reduction)은 1979년 매사추세츠 대학교의 의과대학 부설 병원인 en:UMass Memorial Health에서 존 카밧진 교수가 만든 마음챙김 명상법이다. 마음챙김에 근거한 스트레스 완화라고 부른다.

## 역사
MBSR은 미국에서는 하버드, 듀크, 스탠포드, 아리조나, 미네소타, 죠지타운, 제퍼슨대 의과대학 등 수십 개의 의과대학 등에서 주목받고 있고, 전세계적 720여 의료기관에서 활용되고 있을 뿐만 아니라 기업, 학교, 스포츠 분야, 국회, 법조계등에서도 다양하게 활용되고 있다.
1990년대부터 미국의 의료보험들 중 일부는 MBSR 프로그램 교육비를 지원하고 있다.
MBSR은 현재 미국 전역의 병원 뿐 아니라 수천의 의료 기관과 학교, 지역문화회관, 교도소, 직장 등에서 지도되고 있다.
스티브 잡스가 명상 마니아였다는 것은 잘 알려진 사실이며, 빌 게이츠, 워런 버핏도 꾸준히 명상을 통해 스트레스를 다스린다고 말한다. 실리콘밸리에서는 구글, 페이스북, 인텔, 링크드인 같은 기업들이 'Mindfulness'라고 하는 마음챙김 명상을 직원 교육에 도입하고 있다.

## 프로그램
일반인은 8주간 마음챙김 명상법을 교육받는다. 종교와 무관하다.

## 효과
연구에 따르면, MBCT(Mindfulness-Based Cognitive Therapy)는 가장 심각한 수준의 주요 우울증을 지속적으로 앓았던 사람들의 우울증 재발률을 뚜렷하게 낮추며, 항우울제만큼 효과적인 것으로 보고되고 있다.

## 숭산
<존 카밧진의 처음 만나는 마음챙김 명상> 한국어판 서문에서 존 카밧진 박사는 젊은 시절 열정적으로 명상을 수행하여 수행의 깊이가 깊어지는 데 한국의 참선이 큰 영향을 줬다고 쓰고 있다. 즉 1974년 숭산 스님을 만나 가르침을 받아 진정 깨달음의 세계를 알게 됐다는 것이다. 당시 서른 살로 브랜다이스대 생물학과에서 분자생물학을 연구하던 카밧진 교수는 숭산 스님의 가르침을 받고 “이 세상에 지혜와 자비가 늘고 고통이 줄어드는 데 기여할 수 있는 창조적인 일”에 대해 수년간 숙고한 결과 1979년 매사추세츠대학 의료 센터에 스트레스 완화 클리닉을 열고 마음챙김에 근거한 스트레스 완화 프로그램을 시작했다고 한다.

## 같이 보기
- 자기연민
- 참선
- 메타인지
- 요가 운동